# Брег-об-Кокрі
Брег-об-Кокрі (словен. Breg ob Kokri) — поселення в общині Преддвор, Горенський регіон, Словенія. Висота над рівнем моря: 454,6 м.